# Marcelle Lentz-Cornette

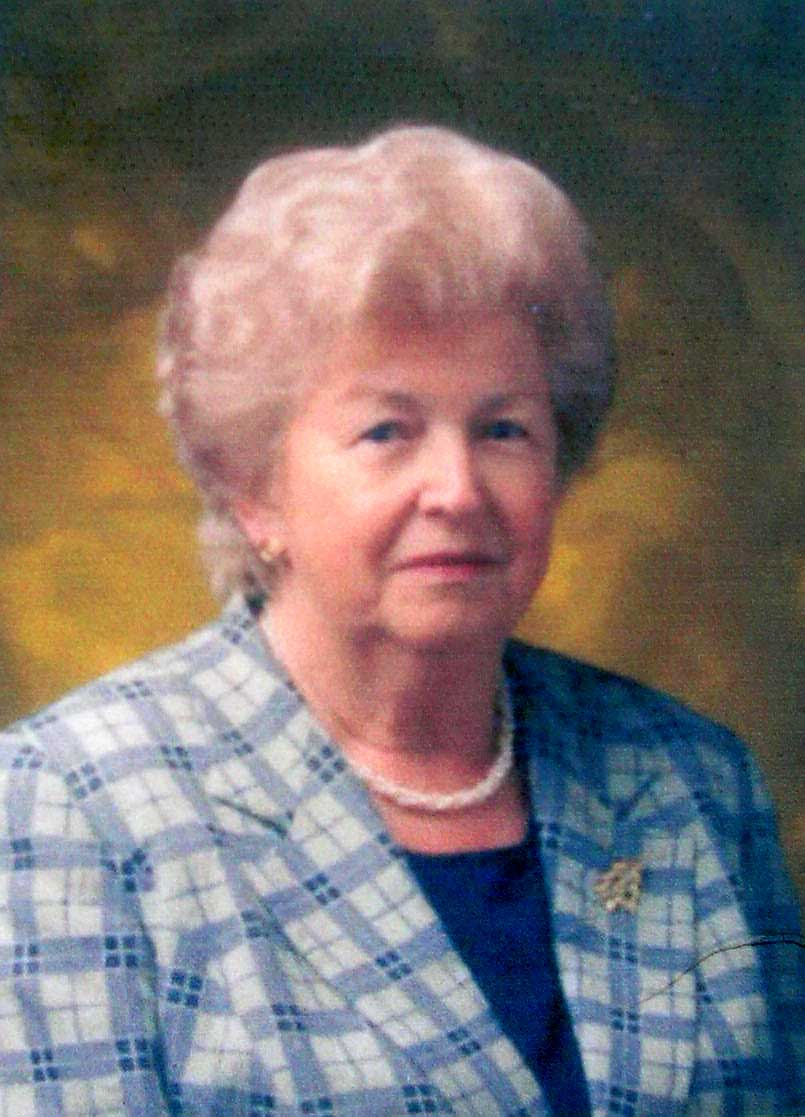
Marcelle Lentz-Cornette

Marcelle Lentz-Cornette (* 2. März 1927 in Niederkorn; † 29. Januar 2008) war eine luxemburgische Politikerin (CSV).
Marcelle Lentz studierte an der Pariser Sorbonne und schloss ihr Chemiestudium mit dem Doktorgrad in Naturwissenschaften ab; sie war ausgebildete Lehrerin für die Sekundarschule und als solche von 1952 bis 1964 am Lycée Hubert Clément in Esch-sur-Alzette tätig. Sie war seit 1956 mit Dr. Albert Lentz verheiratet.
Seit 1965 war sie Mitglied der Chrëschtlech Sozial Vollekspartei (CSV). Marcelle Lentz war zwischen 1979 und 1994 viermal Abgeordnete für die CSV im Luxemburger Parlament, der Chambre des Députés. Von 1980 bis 1989 war sie Mitglied des Europaparlaments, von 1989 bis 1999 Mitglied des Europarats. Sie gehörte der Fraktion der Europäischen Volkspartei (EVP) an und war Mitglied des Vorstandes. 1998/1999 war sie Vizepräsidentin der Nordatlantischen Versammlung der NATO. Sie war Schöffin (1970–1980) und langjährige erste Schöffin des Schöffenrates von Sassenheim (1968–1985, 1997–1999, 2001–2003). Sie engagierte sich im sozialen Bereich, später war sie Mitbegründerin von „Kanner hëllefe Kanner“ und „Mammen hëllefe Mammen“. Lentz-Cornette wurde mit dem Großen Verdienstkreuz des Verdienstordens der Bundesrepublik Deutschland ausgezeichnet.